# Air Memphis

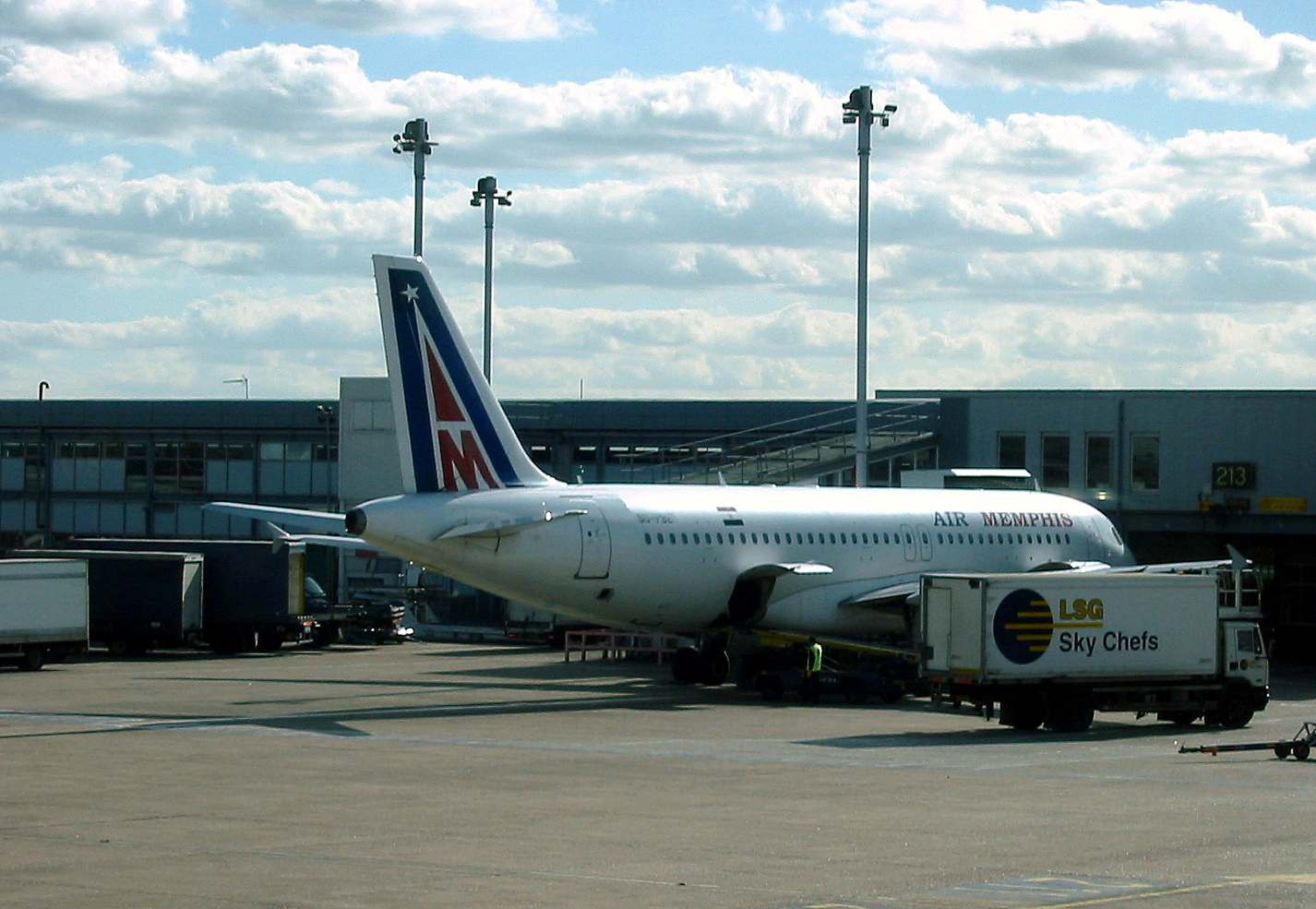
Airbus A320-200 należący do Air Memphis w porcie lotniczym Londyn-Heathrow

Air Memphis – nieistniejąca egipska linia czarterowa założona w sierpniu 1995. W marcu 1996 roku rozpoczęła regularne loty. 
W marcu 2007 zatrudniała 530 pracowników. Jej głównym hubem był port lotniczy Kair.
W 2013 roku linia zaprzestała wszelkich działań.

## Flota
Flota samolotów Air Memphis wygląda następująco (stan na grudzień 2011):